# Убийство Цви Когана
21 ноября 2024 года Цви Коган (ивр. צבי קוגן‎; род. 11 августа 1996 года), израильско-молдавский ортодоксальный раввин, проживающий в Объединённых Арабских Эмиратах был похищен, а затем убит. Он был посланником ортодоксальной еврейской хасидской организации Хабад. Тело было найдено 24 ноября 2024 года. Предполагается, что убийство, классифицированное как теракт, совершили трое граждан Узбекистана.

## Предыстория
Цви Коган родился в 1996 году в Рамат-Шломо, Иерусалим, в семье Александра и Этель Коган. Он воспитывался в семье литваков-харедим вместе со своим старшим братом Реувеном.
В подростковом возрасте Коган учился в ешиве Маоз Хаиль в Иерусалиме, ешиве Рабейну Хаим Озёр в Бней-Браке и, наконец, в ешиве Мир в Иерусалиме. До переезда в Объединённые Арабские Эмираты (ОАЭ) он отслужил обязательную службу в 84-й пехотной бригаде «Гивати» Армии обороны Израиля. Он имел двойное гражданство Израиля и Молдовы.
Коган и его жена Ривки (урожденная Шпильман), гражданка США, поженились в 2022 году. Затем она переехала к нему в Абу-Даби. Она племянница Гавриэля Ноаха Хольцберга, раввина Хабада, который был убит вместе со своей женой исламистской боевой группировкой во время терактов в Мумбаи в Индии в 2008 году.
Коган был ультраортодоксальным раввином и представителем отделения ортодоксальной еврейской хасидской организации Хабад в Абу-Даби. Он стал таковым с тех пор, как ОАЭ нормализовали дипломатические отношения с Израилем в соответствии с Авраамскими соглашениями в 2020 году. Он работал над разъяснением иудаизма и опровержением мифов и стереотипов об этой религии. Он был помощником главного раввина ОАЭ Леви Духмана. Он также управлял кошерным супермаркетом Rimon на улице Аль-Васл в Дубае, где он был резидентом. Хабад заявил, что он «работал над расширением еврейской жизни в ОАЭ» с Духманом, в том числе обеспечивая доступность кошерной пищи и открывая первый в стране еврейский образовательный центр.
В 2021 году Коган возглавил поминальную молитву Изкор во время первого в ОАЭ мемориала в День памяти жертв Холокоста.

## Похищение и убийство
Перед похищением Когана в последний раз видели в кошерном супермаркете, которым он управлял в Дубае. Затем он не явился на запланированные встречи, а его жена потеряла с ним связь, что заставило её сообщить об этом начальнику службы безопасности Хабада, который, в свою очередь, уведомил местные власти. Коган пропал без вести с полудня 21 ноября 2024 года. Однако семья Когана заявила, что он перестал выходить на связь за день до этого.
Канцелярия премьер-министра Израиля объявила об исчезновении Когана 23 ноября 2024 года в объявлении от имени Моссада и сообщила, что израильские службы безопасности и разведки расследуют инцидент. Это послужило поводом для совместного расследования израильского разведывательного агентства Моссад и властей Эмиратов. Израильская делегация прибыла в ОАЭ, чтобы помочь в расследовании. Моссад возглавил расследование его исчезновения, рассматривая его как террористический акт.
Машина и телефон Когана были найдены брошенными в Аль-Айне, Абу-Даби, в 150 километрах от Дубая и на границе с Оманом. В его машине была обнаружена кровь и следы жестокой борьбы.
Первоначальные сообщения говорили о том, что за Коганом следовали трое узбеков, когда он ехал в город после того, как вышел из супермаркета Rimon, которым он управлял. Позже следователи заявили, что нападавшие отслеживали передвижения Когана, а затем похитили его и перевезли в Аль-Айн на его собственной машине, где он был убит. Убийцы затем предположительно скрылись в Турции. Израильское разведывательное агентство Моссад обвинило Иран в причастности к убийству Когана. Посольство Ирана в ОАЭ отрицало какую-либо причастность Ирана к убийству и заявило, что никаких доказательств в поддержку обвинения представлено не было.
Его тело было обнаружено 24 ноября 2024 года. Когану было 28 лет.

## Аресты
24 ноября Министерство внутренних дел ОАЭ объявило об аресте трёх граждан Узбекистана, подозреваемых в похищении и убийстве Когана. Трое подозреваемых, Олимбой Тохирович (28), Махмуджон Абдурахим (28) и Азизбек Камилович (33), были арестованы, когда они выезжали из аэропорта на такси в Стамбуле, Турция, в ходе секретной операции Национальной разведывательной организации Турции и полиции Стамбула, которые действовали по запросу правительства ОАЭ. Подозреваемые были пойманы после приземления рейса в Стамбул. Затем подозреваемые были экстрадированы в Эмираты по запросу ОАЭ . Министерство объявило о начале судебного разбирательства, и, как сообщается, трое подозреваемых могут быть приговорены к смертной казни.

## Реакции
Премьер-министр Израиля Биньямин Нетаньяху заявил, что он «глубоко потрясён» убийством, и поклялся, что будут использованы все средства, чтобы привлечь убийц и «тех, кто их отправил» к ответственности. Президент Израиля Ицхак Герцог также осудил убийство.
Власти Молдавии назвали это «актом антисемитизма». Президент Молдовы Майя Санду написала в X, что «мы скорбим о трагической утрате» Когана и «решительно осуждаем этот ненавистнический акт».
Администрация Байдена в США осудила убийство, заявив, что это «ужасное преступление против всех тех, кто выступает за мир, терпимость и сосуществование» и что «те, кто совершил это преступление, и все, кто их поддерживает, должны быть привлечены к полной ответственности».
Член Конгресса США Стени Хойер сказал: «Я полностью осуждаю этот террористический акт против невинного гражданского лица. Рост антисемитизма, который мы наблюдаем во всем мире, неприемлем, евреи должны быть в безопасности везде».
Член Конгресса США Ричи Торрес сказал: «Я потрясен известием об антисемитском похищении и убийстве раввина Цви Когана, который был похищен и убит просто за то, что он был евреем. Пусть его память будет благословением». Торрес также раскритиковал The New York Times за заголовок их статьи. The New York Times впервые осветила этот вопрос под заголовком: «Израильский раввин, который исчез в Дубае, найден мертвым»; после того, как газету раскритиковали за то, что она, по-видимому, преуменьшила тот факт, что Коган был похищен (а не просто исчез) и убит (а не просто умер), газета позже изменила заголовок на следующий: «Израильский раввин похищен и убит в ОАЭ».
Госсекретарь США Энтони Блинкен в телефонном разговоре с министром иностранных дел Эмиратов Абдуллой бин Заидом Аль Нахайяном осудил похищение и убийство Когана. Мэтью Миллер, представитель Госдепартамента США, заявил, что Блинкен «одобрил быстрые действия, предпринятые правоохранительными органами ОАЭ в ответ на убийство».
Губернатор штата Нью-Йорк Кэти Хокул сказала, что она «в ужасе от похищения и убийства раввина Цви Когана. Мое сердце с его семьей и еврейской общиной. Пусть его память будет благословением».
Эрик Адамс, мэр Нью-Йорка, сказал: «Я абсолютно опустошен, узнав о варварском и бессмысленном убийстве раввина Хабада шалиаха Цви Когана. Наши сердца и молитвы с его женой — коренной жительницей Нью-Йорка — всей его семьей и еврейской общиной, которая сейчас скорбит» .
25 ноября 2024 года Джаред Кушнер, зять бывшего и будущего президента США Дональда Трампа, который был посредником в Авраамовых соглашениях, нормализовавших отношения между ОАЭ и Израилем в 2020 году, и его жена, дочь Трампа Иванка Трамп, объявили о пожертвовании в размере 1 миллиона долларов в центр Хабада в ОАЭ, где работал Коган. Вскоре после этого брат и невестка Кушнера, Джошуа Кушнер и Карли Клосс, добавили к взносу дополнительное пожертвование в размере 1 миллиона долларов.
Посол ОАЭ в США Юсеф Аль Отейба назвал убийство Когана «преступлением против ОАЭ». Правительство Эмиратов заявило 24 ноября, что трое «причастных к убийству» были арестованы.
Министерство иностранных дел ОАЭ выразило соболезнования семье Когана. Они также поблагодарили Турцию за «сотрудничество в аресте преступников». ОАЭ также высоко оценили профессионализм властей Эмиратов, которые руководили расследованием.
Министр иностранных дел Узбекистана заявил, что Узбекистан тесно сотрудничает с властями ОАЭ и Израиля в расследовании.
Посольство Ирана в ОАЭ отрицало причастность к убийству Ирана к убийству Когана.
Американский совет по расширению прав и возможностей мусульманских и многоконфессиональных женщин (AMMWEC) осудил убийство. Президент и генеральный директор AMMWEC Анила Али обвинила антисемитизм «в арабском мире и на Западе» в убийстве Когана и заявила, что «лидеры свободного мира» и «арабских стран» должны сделать больше для предотвращения распространения антисемитизма.
Хабад планирует кампанию стоимостью 50 миллионов долларов по созданию еврейского женского колледжа в Нью-Йорке в память о Когане.

## Похороны
25 ноября тело Когана было перевезено в Израиль. Церемония его погребения началась вечером 25 ноября в городе Кфар-Хабад в центральном Израиле и продолжилась на Масличной горе в Иерусалиме, где он был похоронен. Когана восхваляли многие раввины и лидеры, включая главного ашкеназского раввина Израиля Кальмана Меира Бера, главного сефардского раввина Израиля Давида Йосефа, раввина Леви Духмана, который работал вместе с Коганом в ОАЭ, и отца Когана, раввина Александра Когана.